# ديبي ماكومبر
ديبي ماكومبر (بالإنجليزية: Debbie Macomber)‏ (وُلدت في 22 أكتوبر عام 1948 في ياكيما بولاية واشنطن) مؤلفة أمريكية للروايات الرومانسية وأدب المرأة المعاصرة. أصبحت ست من رواياتها أفلامًا تلفزيونية وتحولت سلسلة رواياتها سيدار كوف إلى مسلسل تلفزيوني يحمل نفس الاسم. فازت ماكومبر بجائزة كويل الافتتاحية في الرومانسية إذ حصلت على أصوات الجمهور في عام 2005، وحصلت على كل من جائزة ريتا وجائزة غرامي لإنجاز العمر من قبل كُتاب الرومانسية الأمريكيين.

## الحياة المهنية

### الحياة المهنية المبكرة
كانت ماكومبر تشكو من صعوبة في قراءة الكلام المكتوب وحصلت على التعليم الثانوي فقط. صممت على أن تكون كاتبة، جلست في مطبخها أمام آلة كاتبة مستأجرة لتطوير أولى مخطوطاتها القليلة، في أثناء تربية أربعة أطفال. بعد خمس سنوات ورفض العديد من الناشرين، لجأت إلى العمل في مجلة مستقلة.
حضرت ماكومبر مؤتمرًا لكُتاب الرومانسية، حيث اختيرت إحدى مخطوطاتها للنقد علنًا من قبل محرر من دار هارلكوين للنشر. مزق المحرر روايتها وأوصاها بالتخلص منها. أنفقت ماكومبر بشجاعة 10 دولارات لإرسال نفس الرواية بالبريد، أغنية القلب، إلى منافس دار هارلكوين، كتب سيلهويت. اشترت سيلهويت الكتاب، الذي أصبح أول رواية رومانسية راجعتها بابليشرز ويكلي.

### الحياة المهنية
كانت ضوء النجوم أول رواياتها المنشورة، كجزء من الإصدارات الرومانسية ضمن طبعة سيلهويت الخاصة، الذي تملكه الآن هارلكوين الآن. استمرت ماكومبر في كتابة الروايات الرومانسية لسيلهويت، ولاحقًا لدار هارلكوين. في عام 1988، طلبت هارلكوين من ماكومبر كتابة سلسلة من القصص المترابطة، والتي أصبحت تُعرف باسم سلسلة الأسطول. سريعًا، أصدرت عنوانين أو ثلاثة في السنة. بحلول عام 1994، بدأت ماكومبر في إصدار روايات أحادية العنوان. أُصدر أول غلاف فني لها في عام 2001.
في عام 2002، أدركت ماكومبر أنها تريد كتابة كتب تركز أكثر على النساء وصداقاتهن. كانت أيام الخميس في الساعة الثامنة أول محاولاتها للخروج من رواية الرومانسية التقليدية إلى أدب المرأة المعاصر.
في معظم السنوات منذ عام 1986، تُصدر ماكومبر كتابًا أو رواية حول عيد الميلاد.
تركز روايات ماكومبر على توصيل رسالة من القصة ولا تتضمن مقاطع وصفية مفصلة. تميل بطلاتها إلى التفاؤل، »وتُحل القصص بطريقة تجعل القارئ يشعر بالأمل والتوقعات السعيدة«. تجري العديد من الروايات في المدن الريفية الصغيرة، حيث تعتمد سلسلة سيدار كوف بشكل طليق على مسقط رأسها، بورت أوركارد، واشنطن. بسبب معتقداتها المسيحية، لم تضمن ماكومبر تفاصيل جنسية صريحة في كتبها، على الرغم من أنها تحتوي على الشهوانية.
أكثر من 170 مليون نسخة من كتبها مطبوعة في جميع أنحاء العالم. أصبح أمر الزواج هذا فيلمًا صدر في عام 1998. تحولت خمس من روايات ماكومبر إلى أفلام هولمارك التلفزيونية: السيدة ديبي ماكومبر المعجزة ونادني السيدة المعجزة والمتاجرة بعيد الميلاد (بناءً على رواية ماكومبر عند يأتي عيد الميلاد) والسيد المعجزة والاندفاع عبر الثلج.
تكتب ماكومبر الآن أدبًا واقعيًا ملهمًا، بما في ذلك كتب الطبخ وكتب الأطفال. تمتلك ماكومبر متجرًا للغزل في بورت بستان بواشنطن، وهناك سلسلة ديبي ماكومبر لكتب نماذج الحياكة. أغلق متجر الغزل ومتجر الغزل الجيد، أبوابه في 4 نوفمبر عام 2016. كان المتجر مفتوحًا لمدة 8 سنوات قبل أن تقرر ماكومبر التركيز على مشاريع تجارية أخرى.
في يوليو عام 2013، بدأت قناة هولمارك بث أول مسلسل مكتوب أصلي على الإطلاق استنادًا إلى سلسلة كتاب سيدار كوف. كانت ماكومبر متعهدة المسلسل والمنتج التنفيذي له. استمر المسلسل التلفزيوني سيدار كوف لمدة 3 مواسم وانتهى في عام 2015. تلقى البرنامج ترشيحين لجوائز ليو وأفضل تصميم أزياء في مسلسل درامي وأفضل ممثل مساعد في مسلسل درامي (2012)، وترشيح واحد للحصول على جائزة المنشور، حلقة الدراما - الصحة النفسية (2015).

## روابط خارجية
- ديبي ماكومبر على موقع IMDb (الإنجليزية)
- ديبي ماكومبر على موقع قاعدة بيانات الفيلم (الإنجليزية)